# 藤本頼生
藤本 頼生（ふじもと よりお、1974年 - ）は、日本の神道学者。國學院大學神道文化学部教授。専攻は神道と福祉、神道教化論、近現代神道史。

## 来歴
1974年岡山県津山市生まれ。皇學館大学文学部神道学科卒業、國學院大學大学院文学研究科博士課程後期修了。博士（神道学）。
神社本庁勤務を経て、2011年より國學院大學神道文化学部専任講師。2014年同准教授。修士課程時代には「都市における環境政策と社会運動の一考察」というテーマで、明治神宮をはじめとする神社・鎮守の森の存在とその現代的価値、環境問題と市民活動について社会学的な観点からの研究を行う。

## 著書

### 単著
- 『神道と社会事業の近代史』（弘文堂）
- 『神社と神様がよ～くわかる本』（秀和システム）
- 『明治維新と天皇・神社：一五〇年前の天皇と神社政策』（錦正社）
- 『東京大神宮ものがたり：大神宮の一四〇年』（錦正社）

### 編著
- 『地域社会をつくる宗教』（明石書店）
- 『鳥居大図鑑』（グラフィック社）

### 共著
- 『郷土再考』（角川学芸出版）
- 『社会貢献する宗教』（世界思想社）など。